# Schleswig-Holstein-Bahn

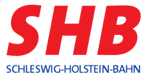
Logo der Schleswig-Holstein-Bahn

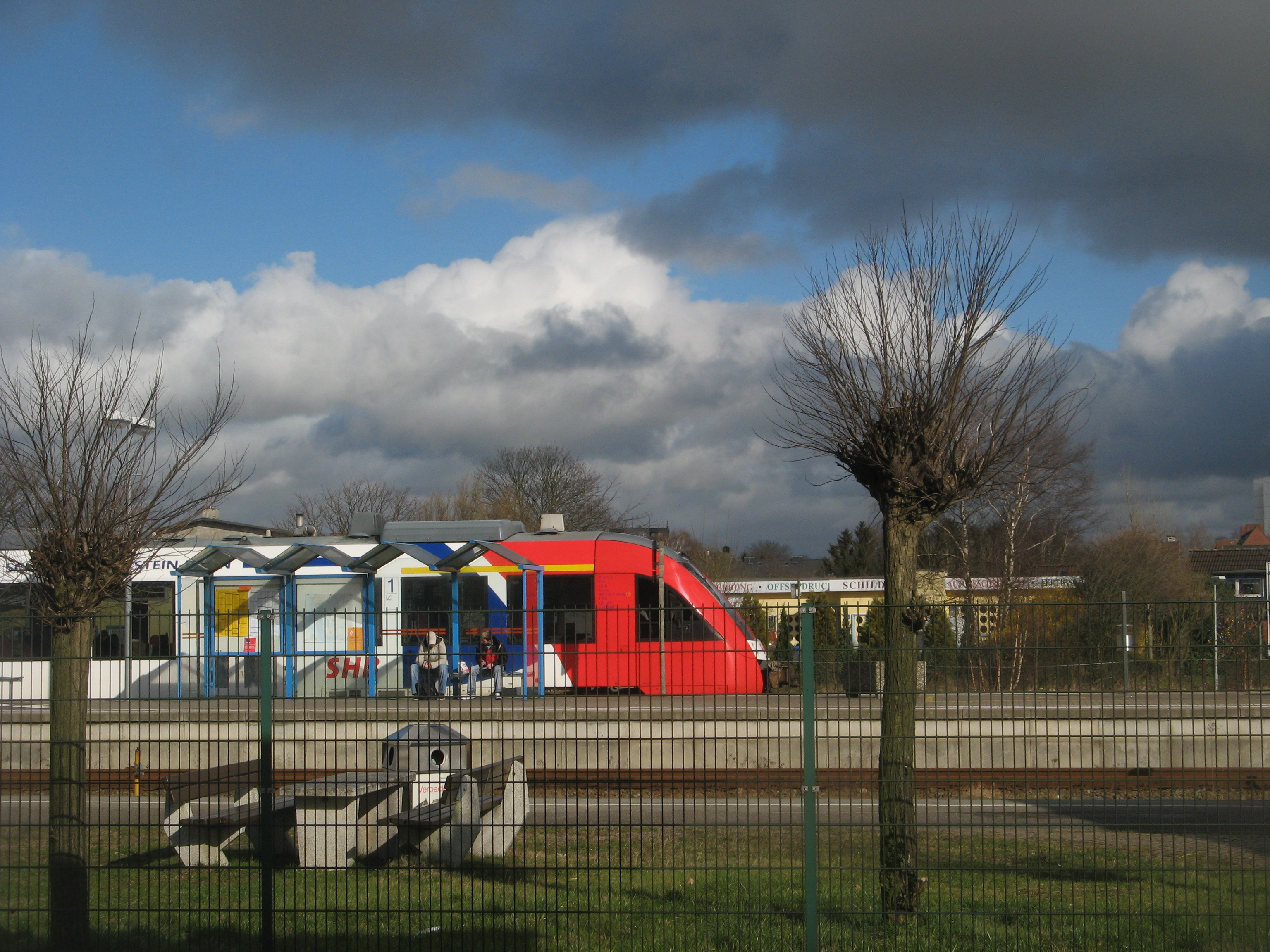
Zug der SHB im Bahnhof Heide

Die Schleswig-Holstein-Bahn (SHB) war ein Eisenbahnunternehmen in Schleswig-Holstein. Sie war zuletzt vom 5. August 2011 bis zum 10. Dezember 2011 eine Marke der hamburgisch-schleswig-holsteinischen AKN Eisenbahn AG. Davor war sie bis zum 4. August 2011 als Schleswig-Holstein-Bahn GmbH eine 100-prozentiges Tochterunternehmen der AKN und wurde aufgrund der bevorstehenden Übergabe ihrer einzigen Bahnlinie an die nordbahn Eisenbahngesellschaft auf die Muttergesellschaft verschmolzen.
Sie betrieb den Verkehr auf der Strecke Büsum – Heide (Holstein) – Neumünster (davor die AKN mit VT2-A) und verband somit Dithmarschen an der holsteinischen Westküste mit Neumünster in Mittelholstein.
Die nicht elektrifizierte Strecke wurde mit Dieseltriebwagen vom Typ Coradia LINT 41H (DB-Baureihe 648.1) des Herstellers Alstom befahren.
Die Gesellschaft wurde im Dezember 2003 gegründet, um neue Mitarbeiter zu wirtschaftlicheren Konditionen einstellen zu können. Sie löste damit auf ihrer Strecke die AKN ab, die in den letzten Jahren bis dahin den Betrieb im Auftrag der DB durchgeführt hatte.
Mitte 2009 wurde durch die Landesweite Verkehrsservicegesellschaft Schleswig-Holstein (LVS), die für die Ausschreibungen von Eisenbahnlinien zuständig ist, bekannt gegeben, dass die nordbahn Eisenbahngesellschaft, eine Tochtergesellschaft der AKN und der BeNEX GmbH, ab 11. Dezember 2011 den Betrieb der Strecke Neumünster – Heide – Büsum übernehmen werde. Somit verlor die SHB ihre einzige Strecke.
Die SHB war Mitglied im Tarifverband der Bundeseigenen und Nichtbundeseigenen Eisenbahnen in Deutschland (TBNE).